# San Juan Tejaluca
San Juan Tejaluca är en ort i Mexiko.   Den ligger i kommunen Atlixco och delstaten Puebla, i den sydöstra delen av landet, 100 km sydost om huvudstaden Mexico City. San Juan Tejaluca ligger 1 823 meter över havet och antalet invånare är 1 027.
Terrängen runt San Juan Tejaluca är kuperad åt nordost, men åt sydväst är den platt. Runt San Juan Tejaluca är det ganska tätbefolkat, med 222 invånare per kvadratkilometer. Närmaste större samhälle är Atlixco, 3,4 km väster om San Juan Tejaluca. Omgivningarna runt San Juan Tejaluca är en mosaik av jordbruksmark och naturlig växtlighet.